# 338284 Hodal
338284 Hodal este o planetă minoră (asteroid) din Inner Main Belt⁠(d). A fost descoperită pe 9 octombrie 2002 la Observatorul Palomar de Near Earth Asteroid Tracking. 
Obiectul prezintă o orbită caracterizată de o semiaxă mare de 1,8391886222528 UAi, o excentricitate de 0,064090392066442, o înclinație de 22,092553699114 ° în raport cu ecliptica.